# Sillago maculata
 Sillago maculata és una espècie de peix de la família Sillaginidae i de l'ordre dels perciformes.

## Morfologia
Els mascles poden assolir els 30 cm de longitud total.

## Distribució geogràfica
És un endemisme d'Austràlia.